# 原田茂 (バスケットボール)
原田 茂（はらだ しげる、1944年10月15日 - ）は、日本のバスケットボール指導者。

## 来歴
大阪府出身。近畿大学附属高等学校から日本体育大学に進み選手として活躍。
卒業後、樟蔭東高等学校に赴任。全国大会でのタイトル獲得に貢献。後に樟蔭東女子短期大学の監督を務めここでもインカレ優勝に導く。
1983年と1984年には女子全日本代表のヘッドコーチを務めた。
1995年のユニバーシアード福岡大会でも日本代表監督として銅メダルに導いた。
一方で、日本バスケットボール協会理事と強化本部長なども務めた。
しかし、使途不明金問題により2001年3月に樟蔭東女子短期大学監督を始め主要役職を退く。
2005年、大阪府バスケットボール協会会長就任。
同年、福岡レッドファルコンズヘッドコーチに就任するも成績不振と資金繰り悪化のためシーズン半ばで解任され、チームも解散。
2008年、日本協会理事に復帰。